# Pont-sur-Meuse
Pont-sur-Meuse település Franciaországban, Meuse megyében. Lakosainak száma 132 fő (2022. január 1.). Pont-sur-Meuse Boncourt-sur-Meuse, Lérouville, Mécrin és Vadonville községekkel határos.

## Népesség
A település népességének változása:
| Lakosok száma | 165  | 150  | 154  | 142  | 139  | 136  | 133  | 127  | 129  | 132  |
|               | 1968 | 1982 | 1990 | 2006 | 2013 | 2015 | 2017 | 2019 | 2020 | 2022 |